# Eupithecia arceuthata
Eupithecia arceuthata là một loài bướm đêm trong họ Geometridae.